# San Teodoro (Pavia)

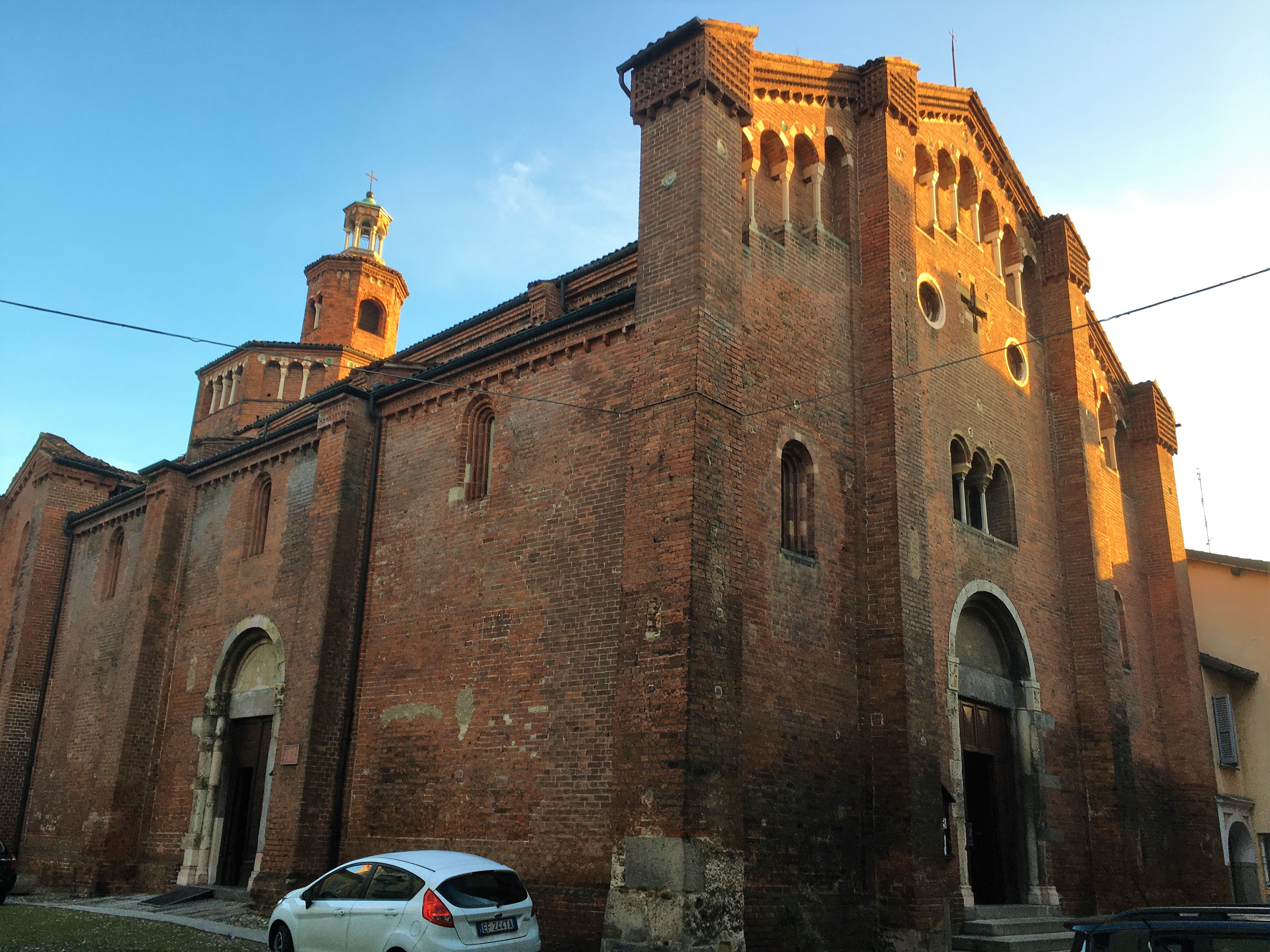
Pavia, Kirche San Teodoro

Die Kirche San Teodoro ist eine spätromanische Kirche im historischen Zentrum von Pavia. Sie wurde im 8. Jahrhundert gegründet und im 12. Jahrhundert wieder aufgebaut. In ihrem Innern zeigt sie Freskenzyklen, die die Geschichten der heiligen Agnes und des Bischofs Theodor von Pavia († um 778) darstellen, sowie zwei wichtige Fresken, Ansichten von Pavia, die Bernardino Lanzani aus dem 16. Jahrhundert zugeschrieben werden.

## Geschichte
Die Kirche steht auf einer Flussterrasse im Tessin, in einem Teil der Stadt, der einst von Fischern, Bootsfahrern und Händlern bewohnt wurde, die ihre Aktivitäten entlang des Flusses ausübten. Die Kirche wurde um die Mitte des achten Jahrhunderts in der Langobardenzeit erbaut und war ursprünglich der heiligen Agnes gewidmet. Die Kirche wurde im 12. Jahrhundert umgebaut und St. Theodor, Bischof von Pavia zwischen 740 und 778 gewidmet. Mindestens ab dem 13. Jahrhundert wurde San Teodoro zur Zünfter Pfarrkirche der Schiffer und Fischer.
In den Aufzeichnungen der Gemeinde Pavia aus dem Jahr 1250 ist San Teodoro unter den Pfarreien von Porta Pertuxia aufgeführt, wo er noch in der Pastoralreise von Amicus de Fossulanis im Jahr 1460 erscheint. In der Pastoralreise von Angelo Peruzzi von 1576 wird die erwachsene Bevölkerung der Pfarrei auf etwa 100 Personen geschätzt. Die Kirche verfügte über drei Priester und 16 Kapläne. Im Jahr 1769 wurde sie von 18 Priestern und neun Klerikern amtiert, die im folgenden Jahrhundert austrocknen sollten, als der Klerus der Pfarrei 1845 ein Pfarrer und zwei Priester und 1877 sieben Priester war. Während die Zahl der Gemeindemitglieder stieg: 1796 Erwachsene im Jahre 1780, 3550 im Jahre 1845 und 3850 im Jahre 1877.

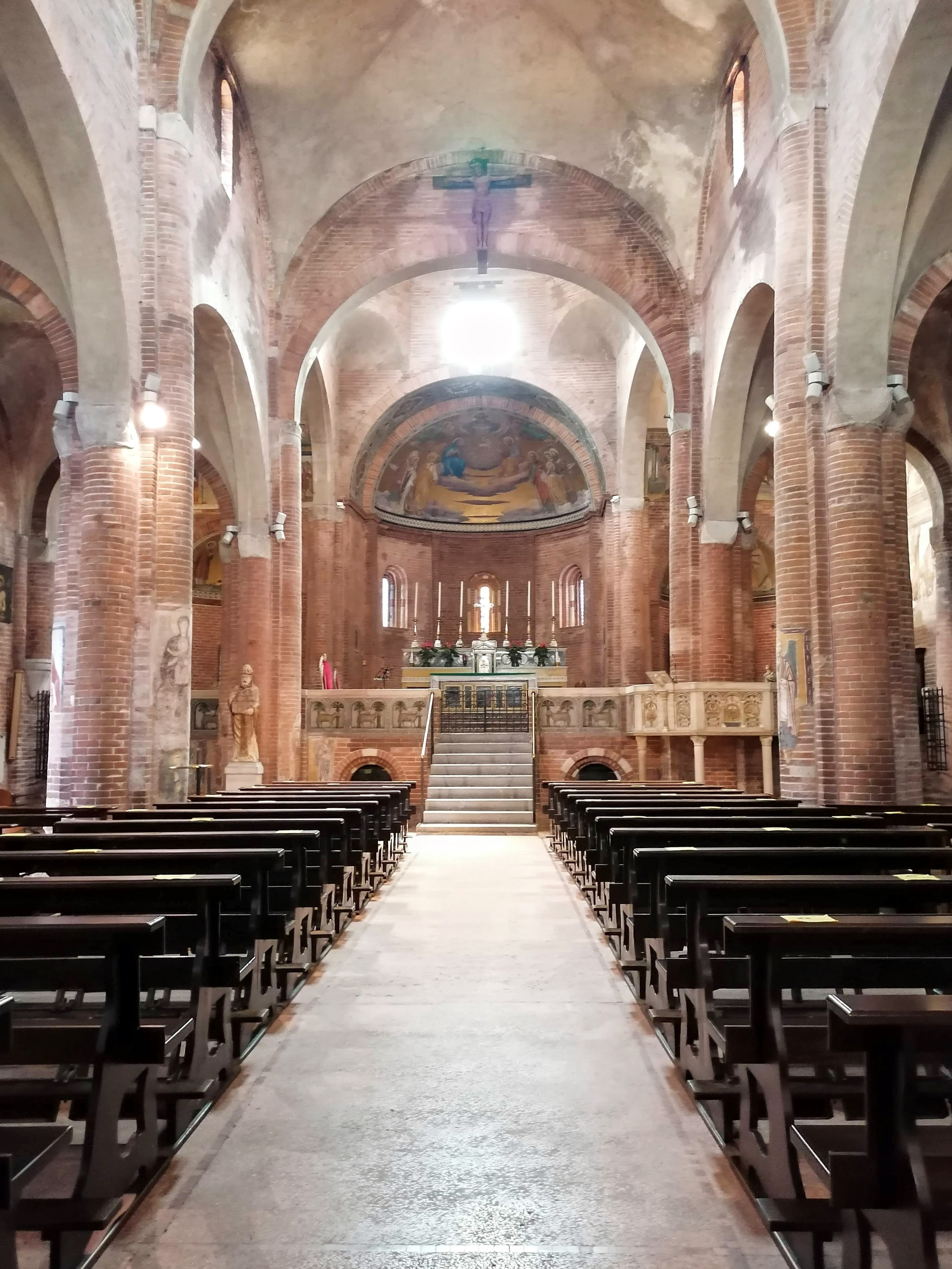
Innenansicht
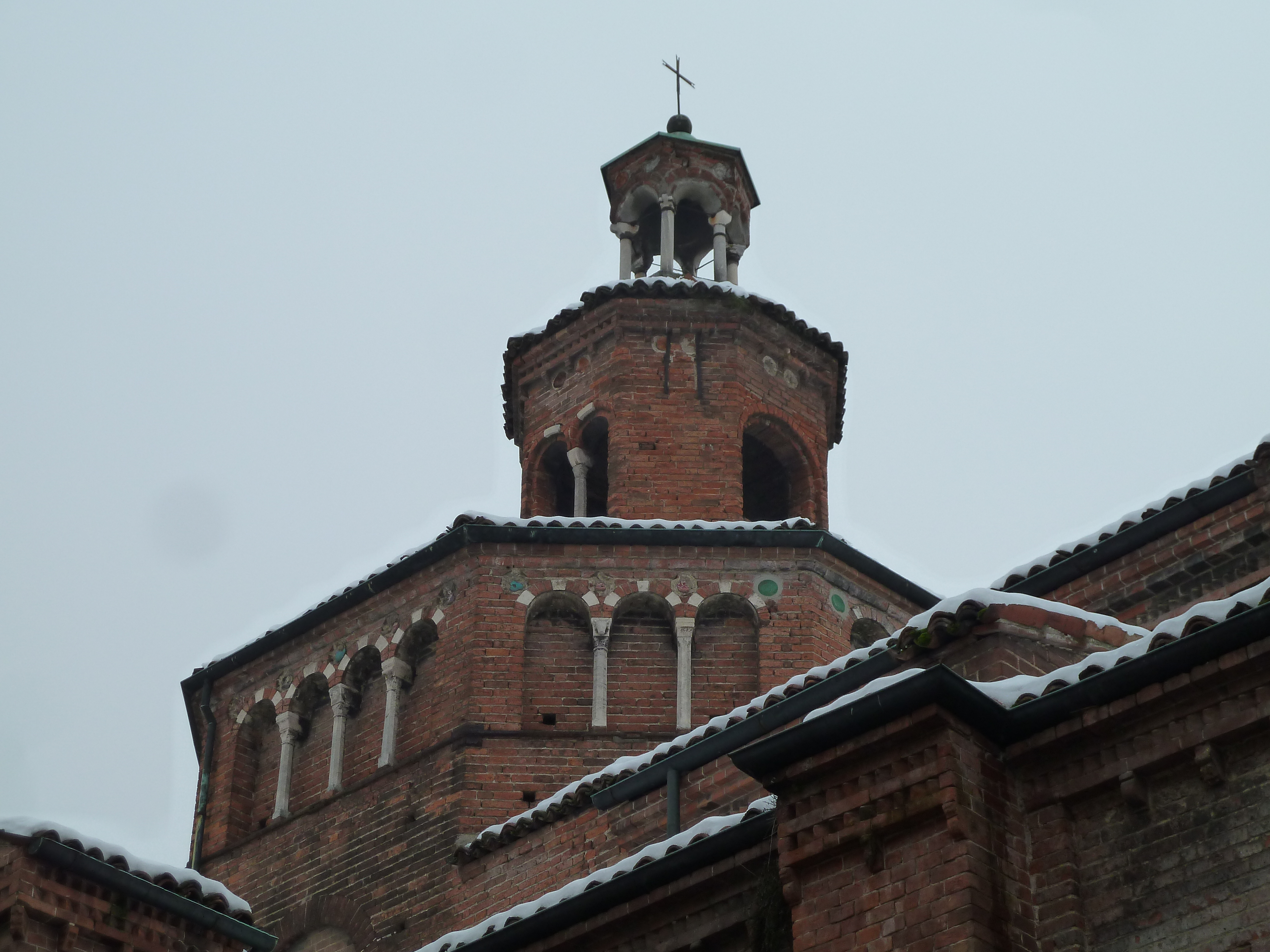
Das Tiburio
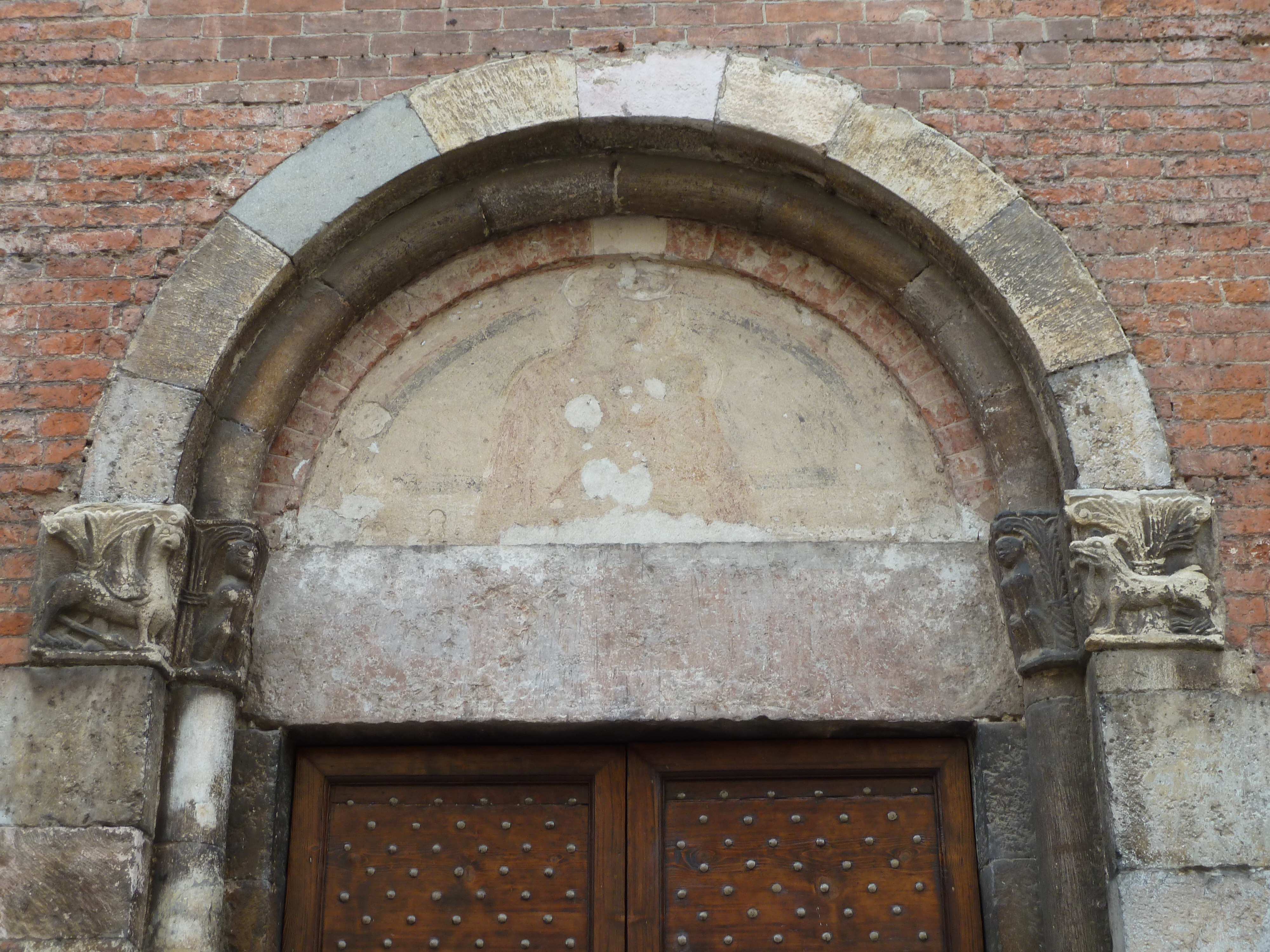
Das nördliche Portal
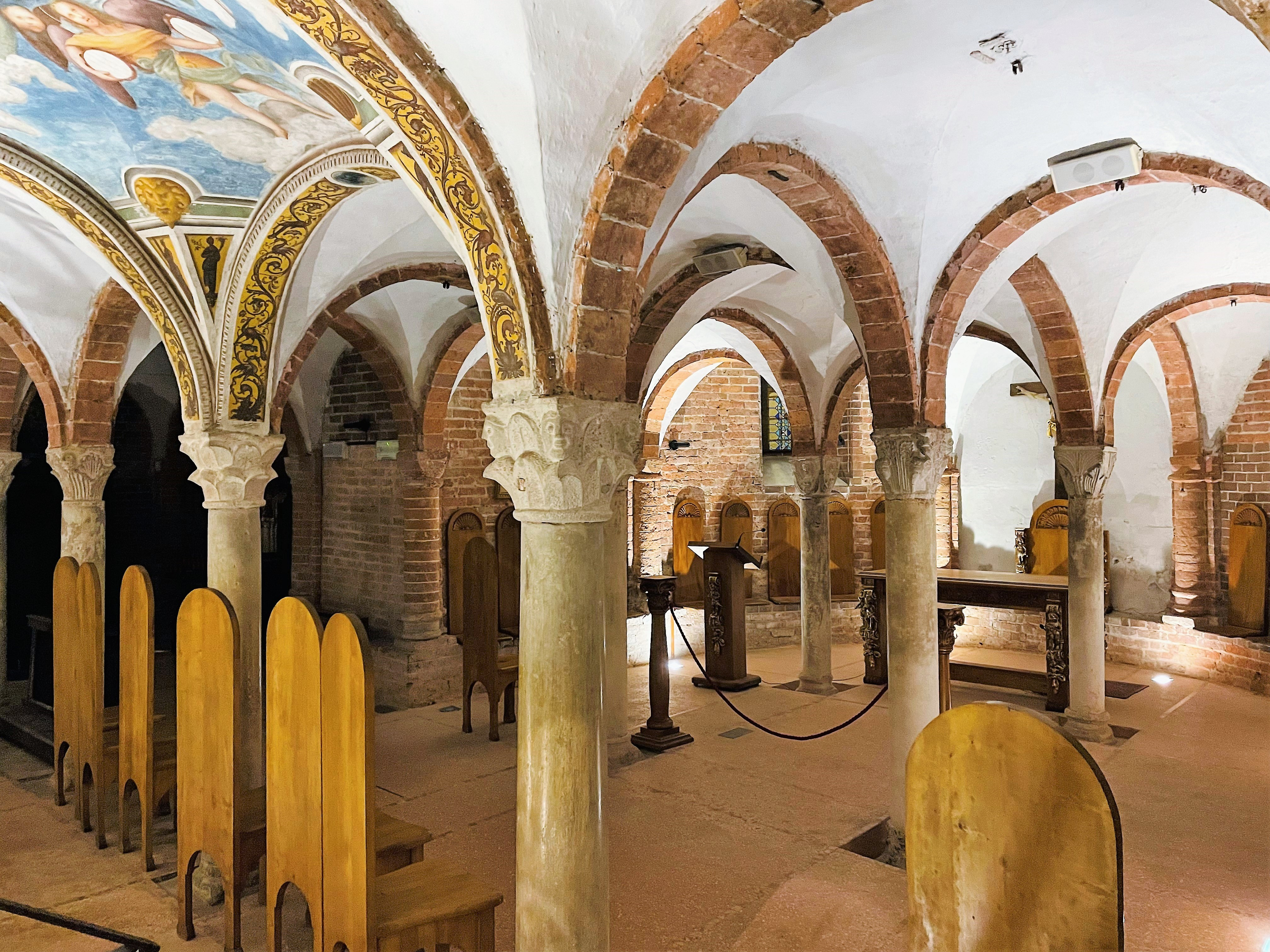
Die Krypta

Zwischen 1510 und 1519 finanzierte der Pfarrer Luchino Corti eine Reihe von Interventionen, wie die Gemälde, die viele Kirchenwände schmücken, um die mittelalterliche Kirche an den neuen Renaissancestil anzupassen. 1692 wurde die Kirche umgebaut, um sie dem Barockstil näher zu bringen. Die Restaurierungsarbeiten von 1887 und 1904 bis 1909 brachten die Kirche in ihr ursprüngliches Aussehen zurück, wobei fast alle barocken und einige der zwischen 1510 und 1519 durchgeführten Restaurierungen entfernt wurden.

## Bauwerk

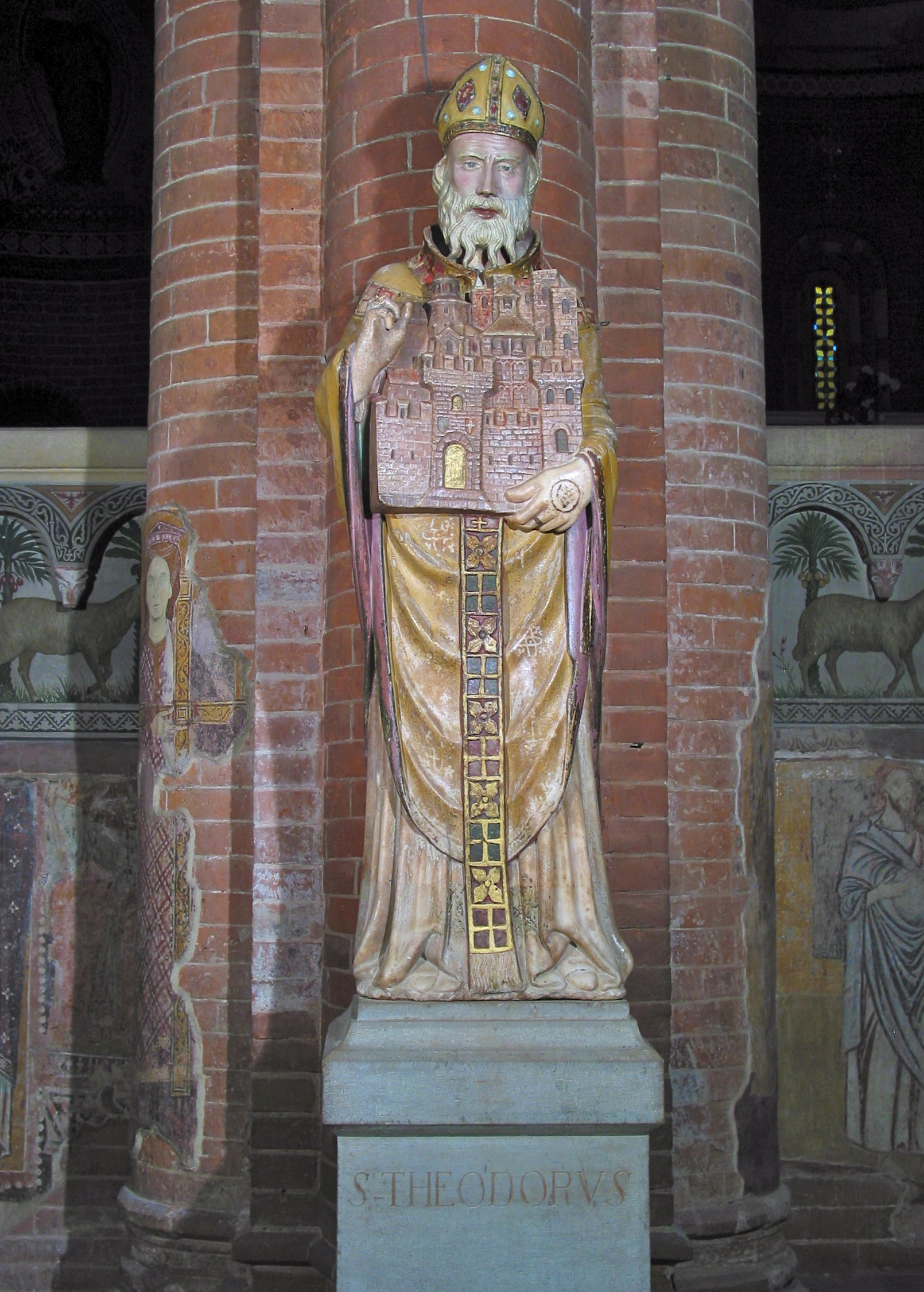
Statue des Heiligen Theodor, 1370–1390.

San Teodoro wurde im lombardischen romanischen Stil aus Terrakotta erbaut. Die Kirche verfügt über drei Apsiden, von denen die zentrale tiefer ist als die anderen, und ist in drei Schiffe mit jeweils drei Spannweiten mit dem soeben erwähnten Querschiff unterteilt. Das Mittelschiff ist doppelt so breit wie die Seitenschiffe. Über dem Querschiff befindet sich das achteckige Tiburio, das in einen unteren Teil unterteilt ist, der aus einer Galerie von Bögen auf Säulen und einer oberen von kleineren Abmessungen besteht. Das Ganze wird von einer Laterne überragt. Auf der Südseite der Kirche befinden sich die Sakristei und der Glockenturm, die um die Mitte des 16. Jahrhunderts entstanden sind. Die Fassade weist Merkmale der lombardischen romanischen Architektur auf, wie das Doppeldach, es ist mit Majolika-Geschirr und Steinsäulen dekoriert.
Im südlichen Querschiff befinden sich die Fresken der Geschichte der Heiligen Agnes, ein Werk, das um 1519 von einem unbekannten lombardischen Künstler (von den Kritikern Maestro delle Storie di Sant’Agnese definiert) geschaffen wurde, der sich durch einen wenig lombardischen Stil auszeichnet und sowohl von der Ferrareser Schule als auch sehr beeinflusst ist, sowohl von der Kultur und dem Klassizismus der Renaissance der umbrischen und römischen Malerei jener Jahre. Im ersten Durchgang des rechten Schiffs befindet sich ein barocker Altar mit einer hölzernen Statue der Jungfrau auf dem Thron zwischen zwei Engeln und einem Triptychon, ebenfalls ein Werk des Maestro delle Storie di Sant’Agnese, aus dem Jahr 1513.
An der linken Wand des Querschiffs befindet sich das Fresko, das den Zyklus der Geschichten von St. Theodor darstellt, der 1514 von einem anonymen lombardischen Künstler anlässlich der Renovierung der Kirche durch den Pfarrer Luchino Corti geschaffen wurde, wie die Inschrift im oberen Rahmen belegt. Der Zyklus besteht aus 12 Kästen, die in drei Bändern mit bis ins kleinste Detail beschriebenen Szenen angeordnet sind. Jede Episode wird von einer Bildunterschrift unter dem Gemälde begleitet. Die Fresken erzählen von der Belagerung von Pavia, der damaligen Hauptstadt des Langobardenreich, 773–774 durch Karl den Großen, doch im Gegensatz zu dem, was in der Realität der Fall war, hat er sie belagert. Dank eines Wunders von Bischof Theodor begann der Tessin zu steigen und seine Gewässer überschwemmten das Lager der Franken und zwangen Karl den Großen, die Belagerung zu beenden. In Jahren, in denen die italienischen Kriege große Unsicherheiten über die Zukunft von Pavia und des gesamten Herzogtums Mailand schufen, wollten die Auftraggeber der Fresken, indem sie das tatsächliche Ergebnis der Belagerung änderten, ihre starke Identität und Autonomie hervorheben, die Erinnerung an den Langobardenreichs wieder aufleben zu lassen, als ob er nie wirklich beendet wäre.
Vor dem Tor der Krypta befindet sich eine bemalte Marmorstatue aus der zweiten Hälfte des 14. Jahrhunderts, die den heiligen Theodor darstellt. In der Statue trägt der Heilige ein Modell der Stadt Pavia. Auf den Säulen der Kirche befinden sich zahlreiche Votivfresken aus dem 13. Jahrhundert. In der ersten Spannweite des linken Schiffs, hinter dem Baptisterium, gibt es zwei Ansichten von Pavia, die erste, abgeschlossen, wurde im Jahr 1956 abgerissen und auf Leinwand zurückgebracht, da man während der Restaurierung erkannte, dass ein zweites Fresko (vom gleichen Thema) unvollendet war. Die Ansichten wurden vom Pfarrer Luchino Corti als ehemaliges Gelübde der Stadt für den Sieg bei der Belagerung durch die Franzosen 1522 in Auftrag gegeben und wurden vielleicht von Bernardino Lanzani oder einem anonymen lombardischen Künstler (von den Kritikern als Meister der Geschichten von Sant’Agnese bezeichnet) erstellt zwischen 1522 und 1524. Die Stadt ist realistisch dargestellt, man kann die wichtigsten Gebäude von Pavia beobachten, während auch Kämpfe um die Mauern dargestellt werden. In der Mitte befindet sich die Figur von Antonius der Große (Besitzer der Kapelle und Beschützer des Vorortes Pavia über dem Tessin), während sich über der Stadt die Figuren Gottes befinden, die Heiligen Syrus von Pavia, Theodor und Augustinus.
Während die Decke der Kapelle mit Fresken der Anbetung der Heiligen Drei Könige geschmückt ist, umgeben von Grotesken. Früher waren auch einige Inschriften lesbar, die heute fast vollständig verschwunden sind, aber von lokalen Gelehrten zwischen dem 17. und 18. Jahrhundert geschrieben wurden, diktiert von Mario Equicola (im Gefolge von Federico II. Gonzaga während der Belagerung in der Stadt anwesend). Darin wurden die militärischen Fähigkeiten des Marquis, des wahren Retters von Pavia, gelobt.
1998 wurde während der Renovierungsarbeiten an der Heizungsanlage in der ersten Spannweite des rechten Kirchenschiffs ein mittelalterliches Mosaik entdeckt. Das Mosaik aus dem 12. Jahrhundert zeigt Jagd- und Angelszenen, monströse Tiere und man sieht auch eine nicht vollständige Figur eines Ritters. Jüngste Untersuchungen haben gezeigt, dass das Mosaik bereits im Mittelalter mit einem neuen Boden bedeckt wurde, da, wie seine Überreste gezeigt haben, der sandige Boden unterhalb der Kirche dazu neigte, aufzugeben.
Die Krypta beherbergt die Granitarche San Teodoro und das Grabmal des Pfarrers Luchino Corti aus der ersten Hälfte des 16. Jahrhunderts. Die Decke der Krypta beherbergt Fresken, die zwischen 1510 und 1520 von Maestro delle Storie di Sant’Agnese.

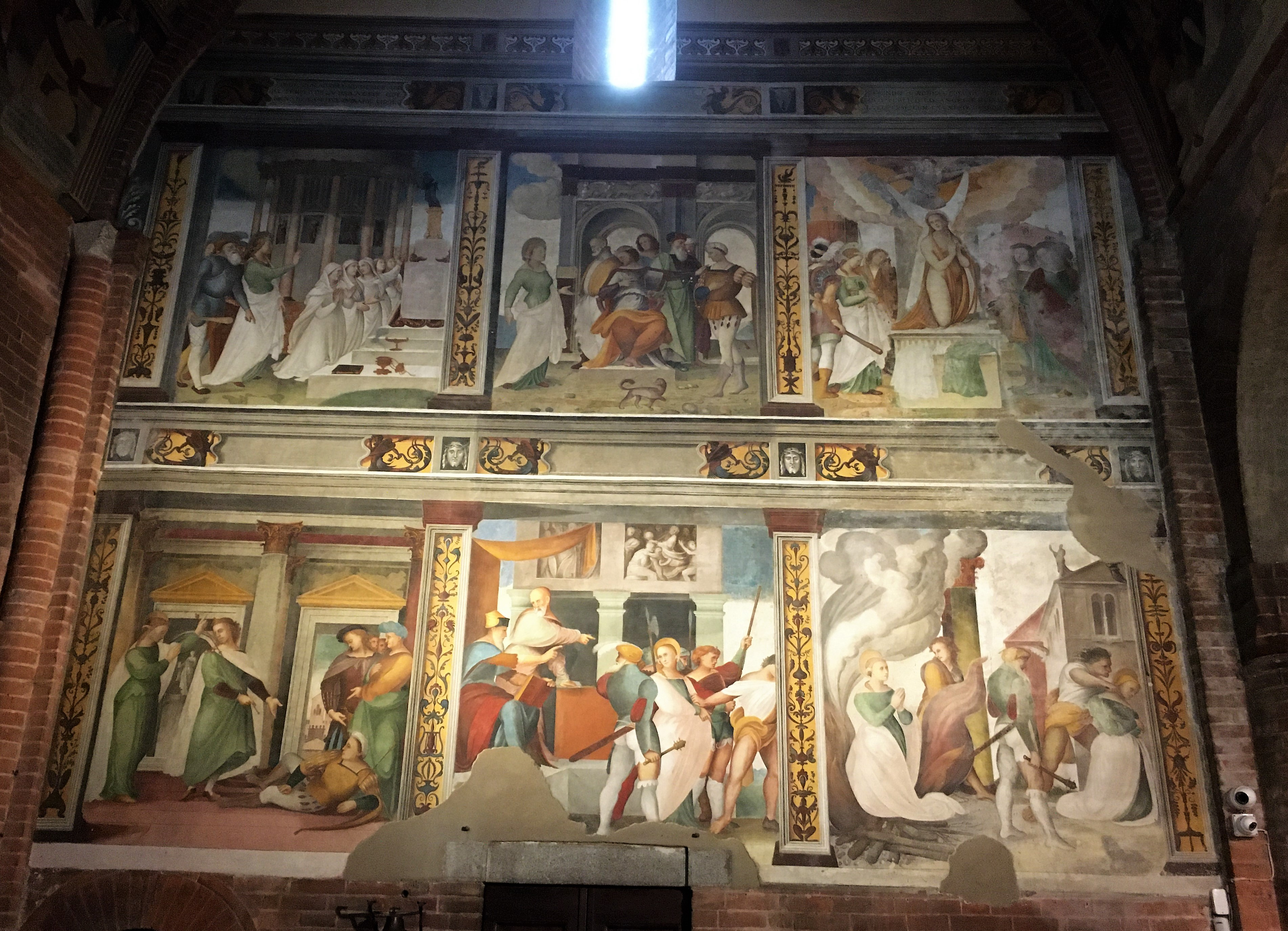
Geschichte der Heiligen Agnes, 1519
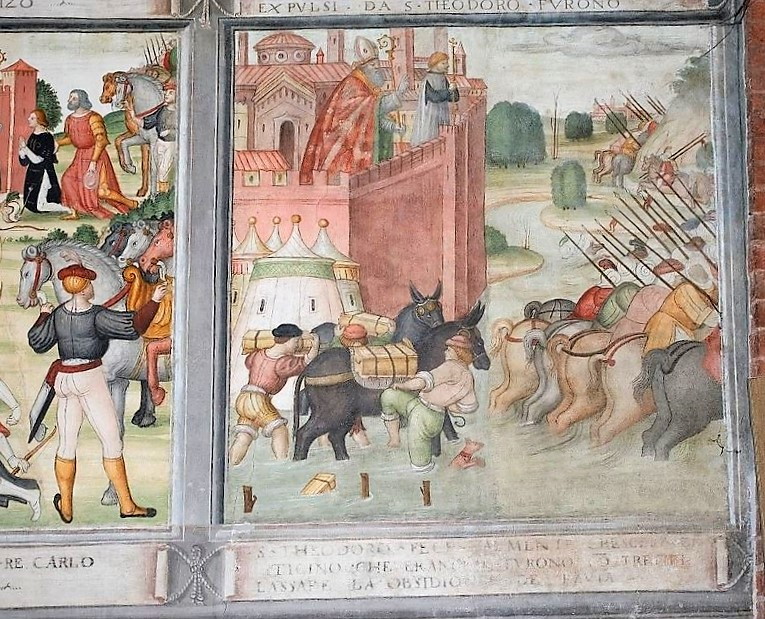
Anonym Lombardo, Geschichten von St. Theodor (1514): Karl der Große muss die Belagerung von Pavia aufgeben
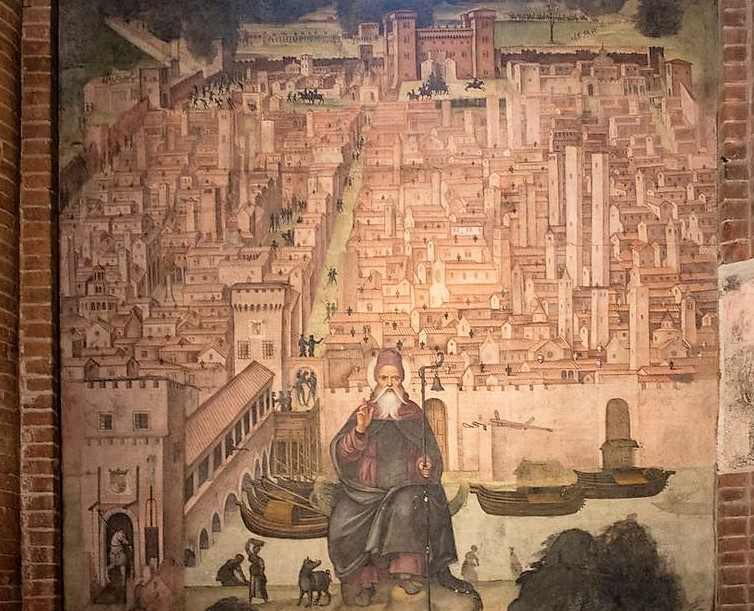
Ansicht von Pavia im Jahre 1522
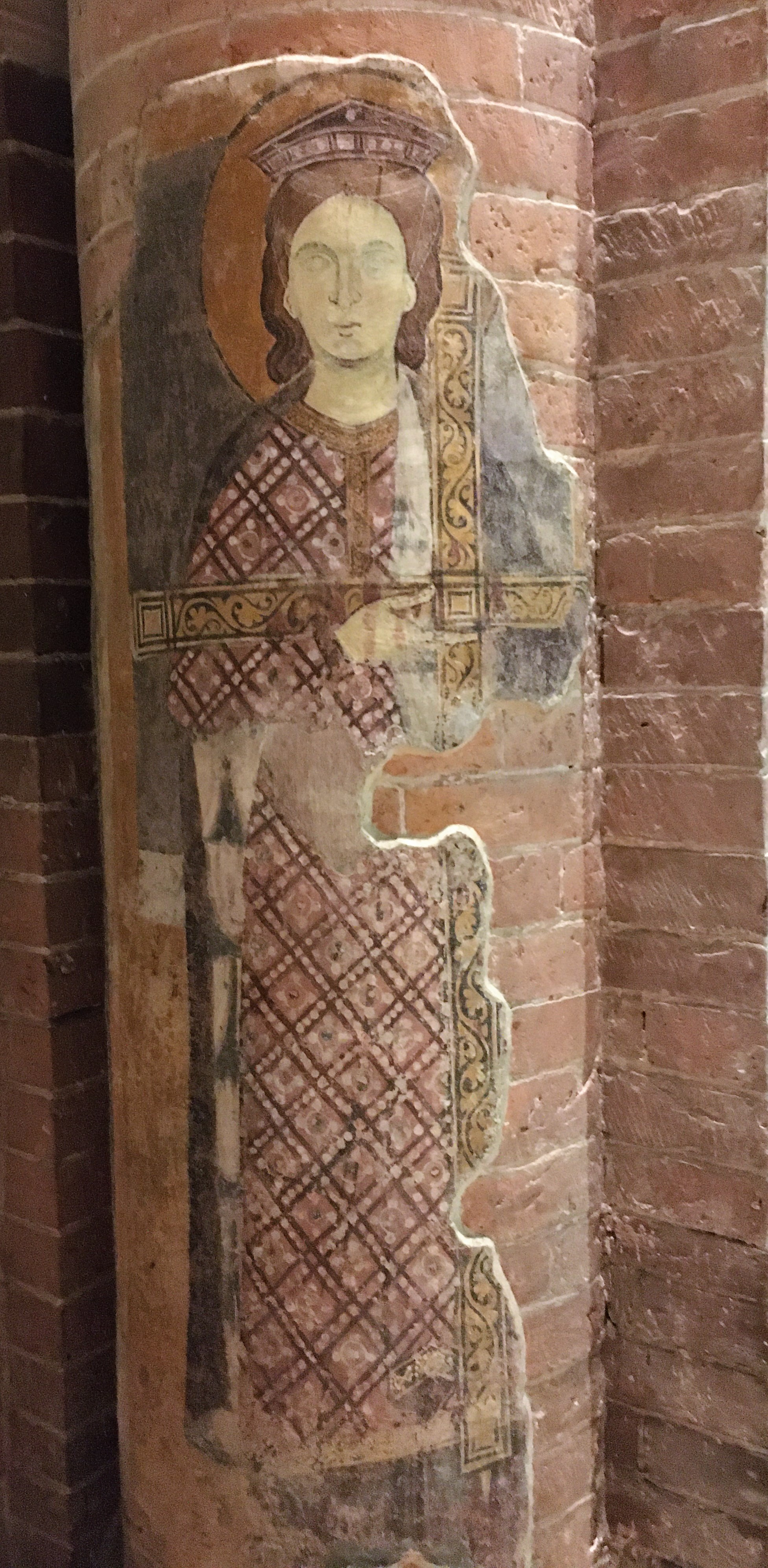
Fresko mit St. Helena, 13. Jahrhundert
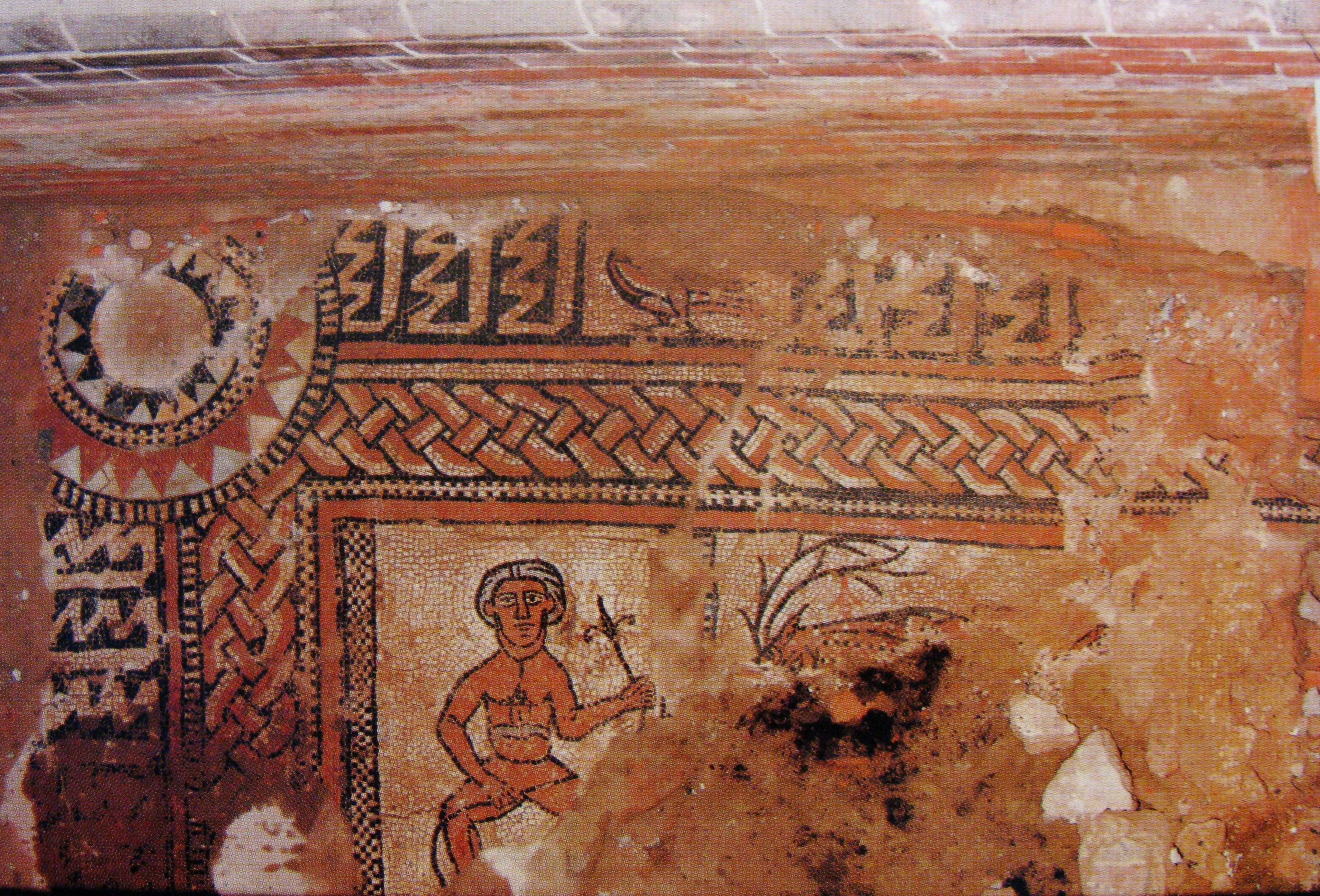
Mosaiken aus dem 12. Jahrhundert
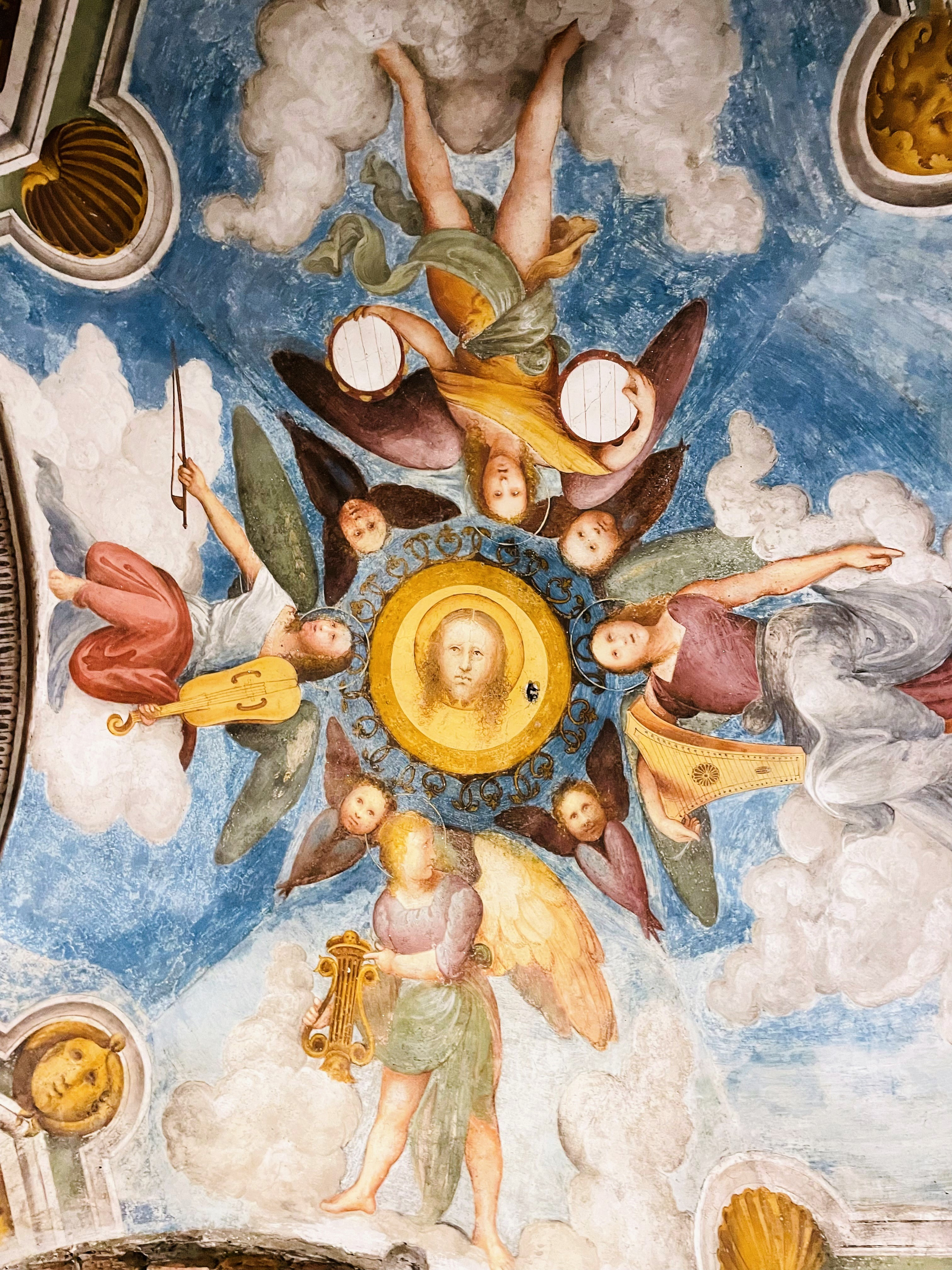
Maestro delle storie di Sant’Agnese, Veronika mit musizierenden Engeln, Gewölbe der Krypta